# Megaphragma ghesquierei
Megaphragma ghesquierei is een vliesvleugelig insect uit de familie Trichogrammatidae. De wetenschappelijke naam is voor het eerst geldig gepubliceerd in 1939 door Ghesquière.